# آبشار لیدل
آبشار لیدل (به انگلیسی: Little Falls) آبشاری است که در همیلتون (انتاریو)، کانادا واقع شده و ارتفاع کلی ریزشگاه آن ۷ متر (۲۳ فوت) است.